# Hans Hoyos-Sprinzenstein
Hans Hoyos-Sprinzenstein (* 5. Mai 1923 in Horn als Johannes Nepomuk Felix Franz Maria Rudolf Pius Gregor Hoyos-Sprinzenstein; † 20. Dezember 2010 ebenda) war ein österreichischer Forstwirt und Großgrundbesitzer.

## Familie
Hoyos-Sprinzenstein entstammte dem spanischen Adelsgeschlecht Hoyos, das im 16. Jahrhundert von Spanien nach Niederösterreich eingewandert war. Er wurde am 5. Mai 1923 als Sohn des Grundbesitzers und Politikers Rudolf Hoyos-Sprinzenstein (* 4. Juli 1884 in Gutenstein; † 21. September 1972 in Wien; bis 1919 Reichsgraf von Hoyos-Sprinzenstein) und dessen Ehefrau Marie Karoline (geborene Hartig; * 4. Dezember 1893 in Niemes; † 2. Juni 1967 in Horn; bis 1919 Gräfin von) auf Schloss Horn geboren und am 9. Mai 1923 auf den Namen Johannes Nepomuk Felix Franz Maria Rudolf Pius Gregor getauft. Seine Eltern hatten am 2. August 1921 in der Schlosskirche zu Niemes in Nordböhmen, dem Heimatort der Mutter, geheiratet. Sein Urgroßvater war Reichsgraf Ernst Karl von Hoyos-Sprinzenstein (1830–1903). Er war unverheiratet und kinderlos.

## Leben
Hans Hoyos-Sprinzenstein besuchte das Gymnasium Horn, leistete 1942 bis 1945 Kriegsdienst und absolvierte nach Kriegsende ein Studium der Land- und Forstwirtschaft an der Universität für Bodenkultur in Wien. Nach dem Studienabschluss war er in der Verwaltung der Familiengüter in Niederösterreich tätig. Nach dem Tod seines Vaters 1972 erbte er die Land- und Forstgüter Drosendorf, Horn, Raan und Rosenburg. Ein besonderes Anliegen war ihm der Erhalt der zu diesen Besitzungen gehörenden Schlösser, die er umfassend renovieren ließ. 
Er war in zahlreichen öffentlichen Ämtern tätig, so unter anderem als Vizepräsident des Hauptverbandes der Land- und Forstwirtschaftsbetriebe Österreichs, als Obmann des Verbandes Niederösterreichischer Forstbetriebe, als Mitglied des Forstausschusses der Präsidentenkonferenz der Landeslandwirtschaftskammern Österreichs und des Landesbauernrates des Niederösterreichischen Bauernbundes.

## Ehrungen
1978 wurde er in den Orden vom Goldenen Vlies aufgenommen. 1993 verlieh ihm die Stadt Horn das Ehrenbürgerrecht.